# Limba lombardă
Limba lombardă (nume nativ: lombard / lumbard / lumbàart, în funcție de ortografie; pronunțat [lũˈbɑːrt] sau [lomˈbart]) constă într-un grup de dialecte vorbite de milioane de persoane în Italia de Nord și Elveția de Sud, incluzând cea mai mare parte a Lombardiei și a unor zone din regiunile învecinate, în special partea de est a Piemontului și partea de vest a Trentoului, și în Elveția în cantonele Ticino și Grisunilor.  Limba lombardă face parte din grupul galo-italic al limbilor romanice.
Dialectele lombarde se pot găsi și în Brazilia (Santa Catarina).

## Origini

Harta răspândirii limbii lombarde în Lombardia și Elveția de Sud.

Cel mai vechi substrat lingvistic care și-a pus amprenta asupra acestei limbi este cel al ligurilor antici. Informațiile disponibile despre acest popor sunt extrem de limitate. Acest lucru este în puternică contradicție cu imaginea care poate fi desenată despre grupul care a înlocuit ligurii, adică celții. Contribuțiile celților la limbile locale au fost foarte importante, astfel încât limba lombardă este încă clasificată ca limbă galo-romanică (de la numele cu care romanii chemau celții, adică „gali”).
Dominarea romană a modelat dialectele vorbite în Lombardia antică, astfel încât lexicul și gramatica acestei limbi își găsesc originea în limba latină. Această influență totuși nu a fost omogenă; expresii din diferite zone au fost influențate de substraturile lingvistice anterioare și fiecare zonă a fost marcată de o caracterizare mai puternică sau mai slabă în comparație cu limba liguriană sau cele străvechi celtice.
Și limba limba longobardă a lăsat urme clare, deoarece era varietatea vorbită de longobarzi, o populație germanică care a dominat o mare parte a Italiei, inclusiv Lombardia, după căderea Imperiului Roman de Vest. Limba longobardă a acționat ca un superstrat lingvistic asupra limbii lombarde, deoarece longobarzii nu își impuneau limba populației. Longobarda a lăsat urme fără germanizarea limbii locale, astfel încât lombarda și-a păstrat natura romanică.
Lombarda este considerată o limbă minoritară, separată structural de cea italiană, de etnologi și de Cartea roșie a UNESCO privind limbile pe cale de dispariție.
Din punct de vedere istoric, marea majoritate a locuitorilor din Lombardia vorbeau doar lombardă.  Din pricina creșterii limbii italiene standard în toată Italia și în Elveția italiană, acum este puțin probabil să se găsească vorbitori doar limbă lombardă, dar o mică minoritate ar putea fi încă inconfortabili să vorbească italiana standard. Sondajele din Italia au constatat că toți vorbitorii de lombardă vorbesc și italiană, iar stăpânirea fiecăreia dintre cele două limbi variază în funcție de poziția lor geografică, precum și de situația lor socio-economică, chiar și vârsta: studiile au arătat că tinerii sunt mult mai puțin predispuși să vorbească lombarda la fel de mult ca bunicii lor. De fapt, în unele zone, persoanele în vârstă sunt mai obișnuite să vorbească lombarda mai degrabă decât italiana, chiar dacă cunosc ambele limbi.
În mod tradițional, dialectele lombarde au fost clasificate în dialectele estice, occidentale, alpine și sudice lombarde.